# 선생님의 시간
선생님의 시간(원제:せんせいのお時間)은 모모세 타마미원작의 4컷 만화 및 이를 원작으로 하는 애니메이션이다. 다케쇼보(竹書房)에서 출판하는 '만화 라이프 오리지널' 및 '만화 라이프 MOMO'에서 연재했으며 2013년 4월에 완결되었다. 이후 드라마 CD를 거쳐 2004년에 TV 및 OVA판 애니메이션으로 제작되었다.

## 개요
고등학교 선생님인 스즈키 미카와 그녀가 근무하는 고등학교의 개성이 풍부한 선생님과 학생들이 펼치는 떠들썩한 일상을 그린 학원 코미디 작품. 만화 라이프 오리지널에서 1997년 3월호부터 연재를 시작하여, 2003년 8월 부로 새롭게 창간된 만화 라이프 MOMO로 이적하였다. 이후 2013년 4월 연재를 완결하였다. 애니메이션은 2004년 4월 4일부터 6월 27일까지 TV 도쿄계열에서 방송되었다. 그 이후 출판된 DVD에서는 TV에서 방영된 에피소드와 별도로 제작된 속편 선생님의 시간 GOLD가 7회 분량으로 수록되어 있다. 대한민국에서는 투니버스에서 2007년 5월 26일~7월 28일경에 방영하였다.

## 등장 인물

#### 주인공
스즈키 미카(鈴木みか)
성우 - 미나미 오미(일) / 여민정(한)

#### 미카의 동료
마츠모토 린다(松本リンダ)
성우 - 와타나베 쿠미코(일) / 김효선(한)
아라카와(新川)
성우 - 하타노 와타루(일)
호리 하토코(堀鳩子)
성우 - 노나카 아이(일) / 정유미(한)
노다(野田)

#### 미카의 가족
미카의 아버지
성우 - 소야 시게노리(일) / 김정은(한)
미카의 어머니
성우 - 이치조 미유키(일) / 정유미(한)

#### 2-A (이후 3-A) 학생
코바야시 아카네(小林あかね)
성우 - 카와카미 토모코(일) / 김보영(한)
토미나가 미나코(富永美奈子)
성우 - 우에다 카나(일) / 안영미(한)
나가레 시즈카(반장)(流静)
성우 - 오오타니 이쿠에(일) / 이소은(한)
기타가와 리오(北川理央)
성우 - 야마자키 와카나(일) / 김현심(한)
스에다케 켄타(末武健太)
성우 - 야마구치 캇페이(일) / 이호산(한)
쿠도 유이치(工藤雄一)
성우 - 우에다 유지(일) / 최승훈(한)
나카무라 겐(中村元)
성우 - 이와타 미츠오(일) / 김영찬(한)
와타베 타쿠미(渡部匠)
성우 - 오카노 코우스케(일) / 최지훈(한)
세키 죠지(関譲治)
성우 - 타니야마 키쇼(일) / 박성태(한)
엔도 쿠리코(遠藤くりこ)

#### 오키쓰 고교 학생
나카야마 치나츠(中山千夏)
성우 - 시미즈 카오리(일) / 김현지(한)

#### GOLD(OVA)
Anthony M. Chamberlain
성우 - 모리쿠보 쇼타로(일) / 신용우(한)

## 에피소드
|            | 화수            | 제목                                  | 일본 방영일     | 한국 방영일     |
| ---------- | --------------- | ------------------------------------- | --------------- | --------------- |
| TVA        | 1화             | 오키츠 고등학교 2학년 A반 등장!       | 2004년 4월 4일  | 2007년 5월 26일 |
| TVA        | 2화             | 신체검사와 체육대회                   | 2004년 4월 13일 | 2007년 5월 26일 |
| TVA        | 3화             | 수영복과 기말고사                     | 2004년 4월 20일 | 2007년 6월 2일  |
| TVA        | 4화             | 미카선생님의 여름 이야기              | 2004년 4월 27일 | 2007년 6월 2일  |
| TVA        | 5화             | 여름이 지나고, 예술의 가을!           | 2004년 5월 2일  | 2007년 6월 9일  |
| TVA        | 6화             | 문화제는 문화적인 축제!               | 2004년 5월 9일  | 2007년 6월 9일  |
| TVA        | 7화             | 크리스마스 파티와 설날                | 2004년 5월 16일 | 2007년 6월 16일 |
| TVA        | 8화             | 눈싸움과 발렌타인 데이                | 2004년 5월 23일 | 2007년 6월 16일 |
| TVA        | 9화             | 눈물의 졸업식                         | 2004년 5월 30일 | 2007년 6월 23일 |
| TVA        | 10화            | 수학여행 실종사건                     | 2004년 6월 6일  | 2007년 6월 23일 |
| TVA        | 11화            | 비 온 뒤 맑음! 곳에 따라 교생실습     | 2004년 6월 13일 | 2007년 6월 30일 |
| TVA        | 12화            | 공포체험! 한여름의 특별 활동          | 2004년 6월 20일 | 2007년 6월 30일 |
| TVA        | 13화            | 여름과 바닷가! 놀라운 지하 탐험       | 2004년 6월 27일 | 2007년 7월 7일  |
| OVA (GOLD) | 14화 (GOLD 1화) | 별난 유학생과 오키츠 암흑가           | TVA 미방영      | 2007년 7월 7일  |
| OVA (GOLD) | 15화 (GOLD 2화) | 체육대회 스페셜                       | TVA 미방영      | 2007년 7월 14일 |
| OVA (GOLD) | 16화 (GOLD 3화) | 12명의 대가족과 환상의 육수라면       | TVA 미방영      | 2007년 7월 14일 |
| OVA (GOLD) | 16화 (GOLD 3화) | 미카언니가 가출?                      | TVA 미방영      | 2007년 7월 14일 |
| OVA (GOLD) | 17화 (GOLD 4화) | 에카데리나 등장                       | TVA 미방영      | 2007년 7월 21일 |
| OVA (GOLD) | 18화 (GOLD 5화) | SF 마법 시대극! 오키츠 밀레니엄 배틀! | TVA 미방영      | 2007년 7월 21일 |
| OVA (GOLD) | 19화 (GOLD 6화) | 문화제 대 작전!                       | TVA 미방영      | 2007년 7월 28일 |
| OVA (GOLD) | 20화 (GOLD 7화) | 미카선생님의 맞선                     | TVA 미방영      | 2007년 7월 28일 |

## 오키쓰 고등학교
당초 설정으로는 교칙이 어려운 학교였지만, 어느새부터인가 자유로운 교풍이 되었다. 교복은 파란색의 블레이저로 남자는 넥타이, 여자는 리본을 매고 있다. 또한 여학생의 체육복은 핫팬츠이며, 여학생의 평균 교내 신장은 159cm이다.

### 오키쓰 고등학교의 교칙
- 치마의 길이는 무릎 위 10cm 이상 짧게 해서는 안된다.
- 머리카락은 어깨에 닿지 않도록 묶어야 한다.
- 이외에도 교칙은 존재하는 것 같지만, 원작이나 애니메이션에서 소개되지 않았다.

### 학교 행사
- 입학식
- 신체, 체력검사
- 봄소풍
- 구기 대회
- 테이블 매너 강습
- 수영 대회
- 사생회
- 학교 축제
- 예술 감상 교실

## 미디어 믹스

### 만화

#### 연재 잡지
일본
- 만화 라이프 오리지널 : 1997년 2월 ~ 2003년 6월
- 만화 라이프 MOMO : 2003년 8월 ~ 2013년 4월

#### 단행본
- 1권 : 일본 (1999년 3월 27일, ISBN 4-8124-5284-8)
- 2권 : 일본 (2000년 8월 7일, ISBN 4-8124-5421-2)
- 3권 : 일본 (2001년 11월 7일, ISBN 4-8124-5421-2)
- 4권 : 일본 (2003년 7월 7일, ISBN 4-8124-5822-6)
- 5권 : 일본 (2004년 5월 15일, ISBN 4-8124-5955-9)
- 6권 : 일본 (2005년 10월 27일, ISBN 4-8124-6292-4)
- 7권 : 일본 (2008년 5월 27일, ISBN 978-4-8124-6832-6)
- 8권 : 일본 (2008년 11월 27일, ISBN 978-4-8124-7008-4)
- 9권 : 일본 (2009년 12월 26일, ISBN 978-4-8124-7212-5)
- 10권 : 일본 (2011년 12월 27일, ISBN 978-4-8124-7725-0)
- 11권 : 일본 (2012년 10월 27일, ISBN 978-4-8124-8022-9)
- 12권 : 일본 (2013년 7월 26일, 일반판 ISBN 978-4-8124-8358-9, 특장판 ISBN 978-4-8124-8359-6)

### 애니메이션
TV 애니메이션 판은 TV 도쿄에서 방영되고, 후에 DVD로 발매되었다. 부제는 'DOKI DOKI SCHOOL HOURS'.
또, DVD에는 TV에서 방영된 에피소드와 함께 TV미방영판인 '선생님의 시간 GOLD'가 각권 뒤에 수록되어 있다. DVD소프트는 전 7권. TV애니메이션판 드라마 CD는 2권.

#### 스태프
- 원작 - 모모세 타마미
- 감독 - 이와사키 요시아키
- 시리즈 구성 - 시라네 히데키
- 캐릭터 디자인 - 나카하라 키요타카
- 미술 감독 - 히로세 요시노리
- 색채 설정 - 고다마 나오코
- 촬영 감독 - 마츠다 나루시
- 편집 - 세야마 타케시
- 음향 감독 - 와타나베 준
- 음악 - 히라노 요시히사
- 프로듀서 - 이토 아키히로, 유사 카즈히코, 오가와 토모히로, 마츠쿠라 토모다치
- 애니메이션 제작 협력 - 스튜디오 매트릭스
- 애니메이션 제작 - J.C.STAFF
- 제작 - 선생님의 시간 제작 위원회

#### 우리말 제작
- 기획 - 장진원
- 책임프로듀서 - 신동식
- 편성 - 김동현, 이경선, 김승환
- 판권 - 김대창, 박기원
- 운행 - 허정선
- 마케팅 - 황상준, 이명희, 차윤창
- 콘텐츠 사업 - 황진용, 백승진, 이지윤, 박형근
- CR - 김지윤, 윤성용, 진정원, 유선주
- 그래픽 - 백현정, 김종근, 김주수
- 온라인 - 윤정임, 김명하, 박경진, 백새롬
- 콘텐츠 기획 - 한지수
- 행정 - 문명미
- 화면수정 - 박세리, 장성희, 서선지, 오현혜
- 번역 - 윤경아
- 종합편집 - 심정희
- 녹음, 믹싱 - 이창휘
- 연출 - 신길주
- 우리말 제작 - Tooniverse

#### 주제가

##### TVA
일본
- 오프닝 - 가르쳐 줄게(教えてあげる)

작사 - TAPIKO, 작곡 - POM, 편곡 - can/goo, 노래 - can/goo
- 엔딩 - 휘둘리는 기분으로 Rock`n` Roll(ふられ気分でRock'n' Roll)

작사 - TOM, 작곡 - TOM, 노래 - DROPS
한국
- 오프닝 - 사랑의 비밀

편곡 - 이준미 / 녹음&믹싱 - 이성주
노래 - 안영미
- 엔딩 - 더 크게 Rock`n Roll

편곡 - 이준미 / 녹음&믹싱 - 이성주
노래 - 김현심, 안영미, 김현지

##### OVA(DVD)
- 오프닝 - 정체의 러브스페어(渋滞のラブ・アフェア)

작사 - MARIA, 작곡 - 야마다 마사토(山田正人), 노래 - DROPS
- 엔딩 - 사랑의 힘(愛のチカラ)

작사 - MARIA, 작곡 - 야마다 마사토(山田正人), 노래 - 와다 타쿠마(和田琢磨)